# Honschaft Gronau

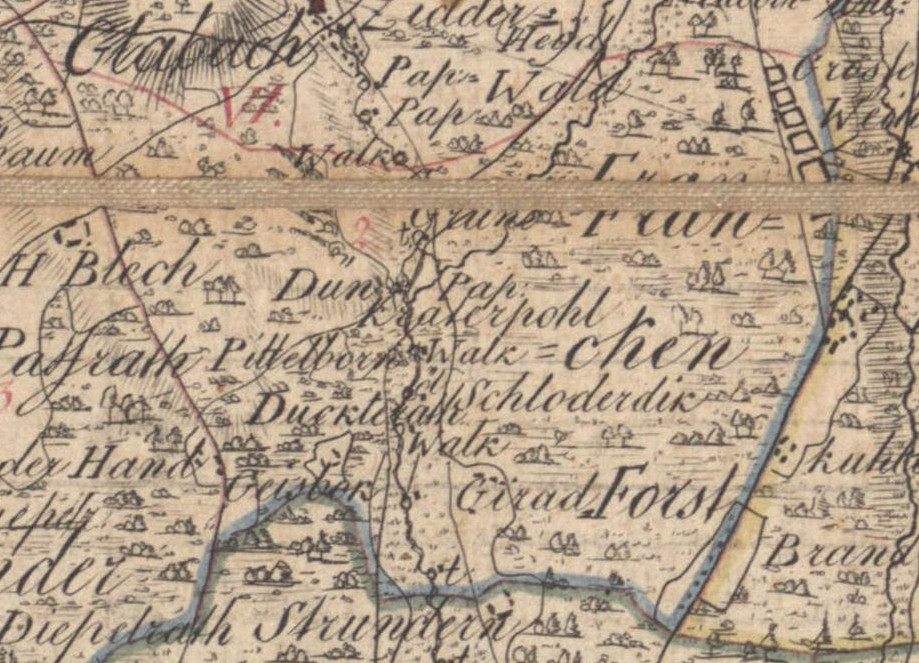
Honschaft Gronau: Auszug aus der Karte von 1789 von Wiebeking

Die Honschaft Gronau war vom Mittelalter in das 19. Jahrhundert hinein eine von zwei Honschaften im Kirchspiel Gladbach im Amt Porz im Herzogtum Berg.
Aus der Charte des Herzogthums Berg 1789 von Carl Friedrich von Wiebeking geht hervor, dass Gronau Titularort der Honschaft und des Kirchspiels war. Die Honschaft war dem Botenamt Gladbach zugeordnet und dem Obergericht Bensberg. In der Wiebekingschen Karte von 1789 sind die Grenzen der Honschaft Gronau dargestellt; es entspricht in etwa der heutigen Gemarkung Gronau und Teilen der Gemarkung Refrath.
Zur Honschaft gehörten seinerzeit die Wohnplätze Aue, Benningsfeld, Brückengut, Duckterath, Dünnhof, Gierath, Gronau, Kradepohl, Letsch, Lustheide, Niedenhof, Piddelborn, Rodemisch, Schlodderdich und Weidenpesch. Der auch Gronauer Bach genannte Saaler Mühlenbach bildete die Grenze zur Honschaft Refrath.
Unter der französischen Verwaltung zwischen 1806 und 1813 wurde das Amt Porz aufgelöst und Gronau wurde politisch der Mairie Gladbach im Kanton Bensberg im Arrondissement Mülheim am Rhein zugeordnet. 1816 wandelten die Preußen die Mairie zur Bürgermeisterei Gladbach im Kreis Mülheim am Rhein.